# Cassida vietnamica
Cassida vietnamica es un coleóptero de la familia Chrysomelidae.
Fue descrita científicamente en 1988 por Medvedev & Eroshkina.